# San Sperate
San Sperate ist eine italienische Gemeinde (comune) mit 8488 Einwohnern (Stand 31. Dezember 2023) in der Metropolitanstadt Cagliari auf Sardinien. Sie liegt etwa 20 Kilometer nordwestlich von Cagliari am Riu Mannu.

## Geschichte
Die Gegend wurde in der Antike von den Karthagern bzw. Puniern besiedelt. Aus einer der Grabstellen konnte eine hervorragend erhaltene Maske entnommen werden.
In der Zeit zwischen 450 und 550 herrschten die Vandalen über das sardische Gebiet. Wenige Zeit später kamen die Reliquien des Heiligen Speratus in das heutige Sperate. Die Ortschaft erhielt irgendwann zwischen 600 und 1200 auch den Namen des Heiligen.
Bis zum Ende des Feudalismus 1835 stand die Ortschaft unter der Herrschaft unterschiedlicher Familien.

## Wirtschaft und Verkehr
In San Sperate werden vor allem Getreide und Tomaten angebaut.
Durch den Ort führt die Strada Statale 130dir Iglesiente von Decimomannu nach Monastir.

## Söhne und Töchter der Gemeinde
- Pinuccio Sciola (1942–2016), Bildhauer